# Hedemora (stad)
Hedemora is de hoofdstad van de gemeente Hedemora in het landschap Dalarna en de provincie Dalarnas län in Zweden. De stad heeft 7279 inwoners (2005) en een oppervlakte van 608 hectare. De plaats kreeg in 1446 marktrecht en in 1459 stadsrechten, hiermee is het de oudste stad van Dalarna. De stad ligt tussen de meren Håvran en Brunnsjön.

## Verkeer en vervoer
Bij de plaats lopen de Riksväg 69, Riksväg 70 en Länsväg 270.
De plaats heeft een station aan de spoorlijn Uppsala - Morastrand.

## Geboren
- Lars Gårding (1919-2014), wiskundige
- Jennie Johansson (1988), zwemster

## Bezienswaardigheden
- Teaterladan